# ربورگ-لکوم
شهر ربورگ-لکوم (به آلمانی: Rehburg-Loccum) در ایالت نیدرزاکسن در کشور آلمان واقع شده‌است.